# Sobralia hawkesii
Sobralia hawkesii är en orkidéart som beskrevs av Alfonse Henry Heller. Sobralia hawkesii ingår i släktet Sobralia och familjen orkidéer.
Artens utbredningsområde är Nicaragua. Inga underarter finns listade i Catalogue of Life.